# Dzień czwarty
Dzień czwarty – polski paradokumentalny film wojenny z roku 1984 w reżyserii Ludmiły Niedbalskiej. Film czarno-biały.
Tematem filmu są przeżycia poety generacji wojennej Krzysztofa Kamila Baczyńskiego podczas powstania warszawskiego i okupacji.
W filmie wykorzystane zostały fragmenty piosenki Tomasza „Julka” Jaźwińskiego pt. „Szare Szeregi”, a także wierszy Baczyńskiego: Gdy broń dymiącą z dłoni wyjmę..., Barbara, Na imieniny Jerzego. Można dostrzec także fragmenty autentycznych filmów Warszawa walczy kręconych przez operatorów Referatu Filmowego Biura Informacji i Propagandy Armii Krajowej podczas walk powstańczych 1944 roku.

## Obsada
- Krzysztof Pieczyński – jako Krzysztof Kamil Baczyński
- Jarosław Domin – jako Zbigniew Czajkowski-Dębczyński
- Krzysztof Luft – jako Stanisław Marczak-Oborski
- Zdzisław Wardejn – jako Włodzimierz Kozakiewicz
- Bogdan Szczesiak – jako Wiesław Kukliński
- Tomasz Lulek – jako Juliusz Garztecki
- Katarzyna Kozak – jako Barbara Drapczyńska
- Witold Kopeć – jako Witold Sławski
- Ewa Sudakiewicz – jako sanitariuszka
- Witold Bieliński – jako „Gram”

W role powstańców wcielili się: Edmund Fetting, Bogusław Augustyn, Jacek Domański, Małgorzata Drozd, Ewa Serwa, Joanna Wizmur, Adam Bauman, Piotr Dobrowolski, Mirosław Guzowski, Dariusz Jakubowski, Jerzy Kramarczyk, Krzysztof Krupiński, Marcin Lisiak, Mieczysław Morański, Jerzy Zygmunt Nowak, Dariusz Odija, Grzegorz Potocki, Ewa Radzikowska, Bożena Robakowska, Marcin Rogoziński, Aleksander Trąbczyński, Krzysztof Tyniec, Artur Żmijewski.

## Fabuła
Akcja filmu rozgrywa się w pierwszych dniach powstania warszawskiego. Pierwsze sceny ukazują Warszawę i pluton, w którym walczył Baczyński, tuż przed nastąpieniem godziny „W”. Wydarzenia z powstania przeplatają się z przeżyciami Baczyńskiego podczas okupacji.